# Sylvicola matsumurai
Sylvicola matsumurai är en tvåvingeart som först beskrevs av Toyohi Okada 1935.  Sylvicola matsumurai ingår i släktet Sylvicola och familjen fönstermyggor. Inga underarter finns listade i Catalogue of Life.